# Johann Nepomuk von Edling
Johann Nepomuk Jakob Reichsgraf und Edler Herr von Edling, Slowenisch Janez Nepomuk Jakob grof Edling (* 1. Mai 1747 in Görz; † 13. April 1793 in Wien) war ein österreichischer Verwaltungsjurist, Administrator der Herrschaft Bischoflack und slowenischer Schulreformer.

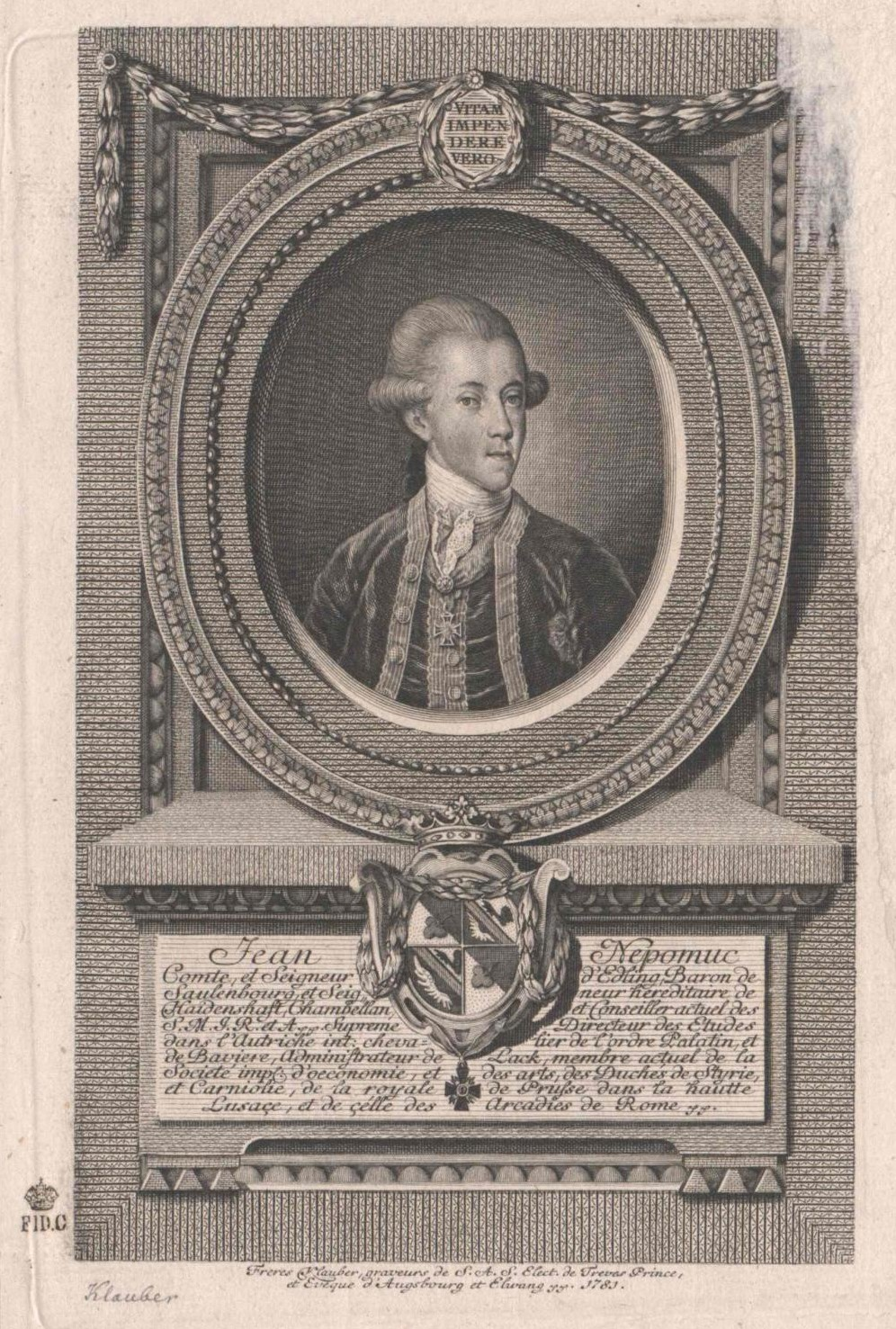
Johann Nepomuk Graf Edling

## Leben
Johann Nepomuk Jakob Reichsgraf von Edling stammte aus dem alten, seit dem 16. Jahrhundert in der Grafschaft Görz ansässigen Adelsgeschlecht von Edling. Er war der älteste Sohn von Graf Albert/Albrecht (1718–), Herr der Herrschaft Haidenschaft/Ajdovščina, kaiserlich-königlicher Hauptmann von Flitsch/Bovec, und seiner Frau Charlotte (1727–), Tochter von Anton Johann Nicolaus Graf von Saurau und Dame des Sternkreuzordens. Johann Baptist Aloysius von Edling (1753–1830) war sein jüngerer Bruder.
Nach Abschluss seiner Studien wurde er Administrator der Besitztümer des Hochstifts Freising in der Krain, Herrschaft und Stadt Bischoflack. Als Landeshauptmannschafts-Rat im Herzogtum Krain kümmerte er sich um die Reform der Trivialschulen. Unter ihm wurde erstmals ein Grundstock an slowenischsprachigem Lehrmaterial geschaffen. Er war Mitglied der Academia operosum, der Vorgängerin der heutigen Slowenischen Akademie der Wissenschaften und Künste. 1774 wurde er als weltlicher Ritter in den Ritterorden vom Heiligen Michael aufgenommen.
Ab 1791 war er im Direktorium der tschechisch-österreichischen Hofkanzlei in Wien für innerösterreichische Schulfragen zuständig.
Seit dem 8. Mai 1774 war er verheiratet mit Maria Anna, Reichsfreiin von Welden zu Laupheim (* 22. Oktober 1755), Dame des Sternkreuzordens, einer Verwandten (Nichte?) des Freisinger Fürstbischofs Ludwig Joseph von Welden.

## Auszeichnungen
- Georgsorden (Bayern), Ritter
- Orden vom Heiligen Michael (Bayern-Kurköln), Ritter

## Schriften
- Allgemeine Landes-Normalschulordnung nach dem k. k. Dekret. Laybach beym Eger 1775.
- Forderungen an Schulmeister und Lehrer der Trivialschulen. Deutsch und slovenisch. Laybach 1778
- Kern des Methodenbuches in Carniolicum versum et Augustiss. Mariae Teresiae Imp. dedicatum. Wien: Kurzboeck 1777
- Der Isenz und die Laybach, eine Idyle. Augsburg: Lotter. 1781

(Digitalisat)
- Ein Gedanken des Grafen und Herrn von Edling an einen jungen Barden Freyherrn von S., eine poetische Epistel. Laybach 1781.